# Kaden Groves
Kaden Groves (Gympie, 23 de diciembre de 1998) es un ciclista profesional australiano miembro del equipo Alpecin-Deceuninck.

## Palmarés
2017
- 1 etapa del Tour de Fuzhou

2018
- 1 etapa de la Vuelta al Lago Qinghai
- 1 etapa del Tour de Quanzhou Bay[1]
- 1 etapa del Tour de Fuzhou

2019
- 2 etapas del Triptyque des Monts et Châteaux
- 2 etapas del Circuito de las Ardenas[2][3]
- 1 etapa de la Ronde d'Isard

2020
- 2 etapas del Herald Sun Tour

2021
- 1 etapa del Tour de Eslovaquia

2022
- 1 etapa de la Volta a Cataluña
- 1 etapa del Tour de Turquía
- 1 etapa de la Vuelta a España

2023
- 2 etapas de la Volta a Cataluña
- Volta Limburg Classic
- 1 etapa del Giro de Italia
- 3 etapas de la Vuelta a España, más clasificación por puntos
- UCI Oceania Tour

2024
- 3 etapas de la Vuelta a España, más clasificación por puntos

2025
- 1 etapa del Giro de Italia
- 1 etapa del Tour de Francia

## Resultados en Grandes Vueltas y Campeonatos del Mundo
| Carrera         | Carrera         | 2017 | 2018 | 2019 | 2020 | 2021 | 2022  | 2023  | 2024  | 2025  |
| --------------- | --------------- | ---- | ---- | ---- | ---- | ---- | ----- | ----- | ----- | ----- |
|                 | Giro de Italia  | —    | —    | —    | ―    | —    | ―     | Ab.   | 91.º  | 107.º |
|                 | Tour de Francia | —    | —    | ―    | —    | —    | —     | —     | —     | 86.º  |
|                 | Vuelta a España | —    | —    | ―    | —    | ―    | 113.º | 122.º | 100.º | —     |
| Mundial en Ruta | Mundial en Ruta | —    | —    | —    | —    | —    | —     | Ab.   | —     | —     |

—: no participa

Ab.: abandono

## Equipos
- St George Continental Cycling Team (2017-2018)[4]
- Mitchelton-BikeExchange (2018)[5]
- SEG Racing Academy (2019)[6]
- Mitchelton/BikeExchange[7] (2019[8] -2022)
  - Mitchelton-Scott (2019-2020)
  - Team BikeExchange (2021)
  - Team BikeExchange-Jayco (2022)
- Alpecin-Deceuninck[9] (2023-)